# Santuario de San Andrés de Teixido
El santuario de San Andrés de Teixido es una capilla ubicada en la parroquia de Teixido, Cedeira, en la provincia de La Coruña (Galicia, España) y cerca de cabo Ortegal. Es un famoso lugar de peregrinación, al que, según el dicho popular "va de muerto quien no fue de vivo". La romería principal tiene lugar el 8 de septiembre, aunque a lo largo del año se celebran otras menos concurridas, como la del 30 de noviembre, más litúrgica. Cargado de una fuerte significación antropológica; desde el punto de vista artístico, lo más notable es el retablo barroco.
Se considera que la peregrinación a este lugar viene ya desde la Edad de Hierro, sin embargo el primer registro del que hay constancia es de 1391. También fue citado por el Padre Sarmiento en su libro  Viaje a Galicia (1754-1755), después de haberlo visitado. Al largo de todos estos siglos varias tradiciones se forjaron alrededor de este culto, y forman parte ya de su leyenda.